# Ruský Hrabovec
Ruský Hrabovec és un poble i municipi d'Eslovàquia. Es troba a la regió de Košice, a l'est del país.

## Història
La primera referència escrita de la vila data del 1567.

## Demografia
| Godina             | 1994 | 2004   | 2014    | 2024    |
| ------------------ | ---- | ------ | ------- | ------- |
| Nombre de persones | 373  | 362    | 318     | 277     |
| Diferència         |      | −2,94% | −12,15% | −12,89% |

| Godina             | 2023 | 2024   |
| ------------------ | ---- | ------ |
| Nombre de persones | 284  | 277    |
| Diferència         |      | −2,46% |